# Vladár Ervin (diplomata)
Nagycsepcsényi és muthnai dr. Vladár Ervin István (Bánfalva, 1897. május 24.–Caracas, Venezuela, 1984. július 11.), diplomata, jogi doktor, genfi magyar főkonzul, bukaresti magyar követségi tanácsos, a caracasi Magyar Ház elnöke, a Caracasi Magyar Történelmi Társaság alapítóelnöke, a Magyarok Világszövetsége venezuelai tagozatának elnöke, bánfalvi nagybirtokos, budapesti bérháztulajdonos.

## Családja és származása
Az ősrégi nemesi származású nagycsepcsény és muthnai Vladár család sarja. Apja nagycsepcsény és muthnai Vladár Ervin (1833–1928), császári és királyi kamarás, Zemplén vármegye főjegyzője, jogász, Borsod és Gömör-Kishont vármegye törvényhatósági tagja, országgyűlési képviselő, bánfalvi nagybirtokos, anyja harasztkeréki Ferenczy Mária (1865–1949). Az apai nagyszülei nagycsepcsényi és muthnai Vladár József (1802–1883), táblabíró, földbirtokos, valamint nagylónyai és vásárosnaményi Lónyay Sarolta (1812–1890) voltak. Az anyai nagyszülei harasztkeréki Ferenczy Elek (1821–1875), ügyvéd, helyőrségi hadbíró főhadnagy, és markus-batizfalvi Máriássy Mária (1841–1922) voltak. Az anyai nagybátyjai: dr. ifjabb Ferenczy Elek (1862–1934), császári és királyi kamarás, Zemplén vármegye tiszteletbeli főjegyzője, eperjesi jogakadémia tanár, földbirtokos, valamint Ferenczy Sándor (1864–1911), törvényszéli bíró.

## Élete

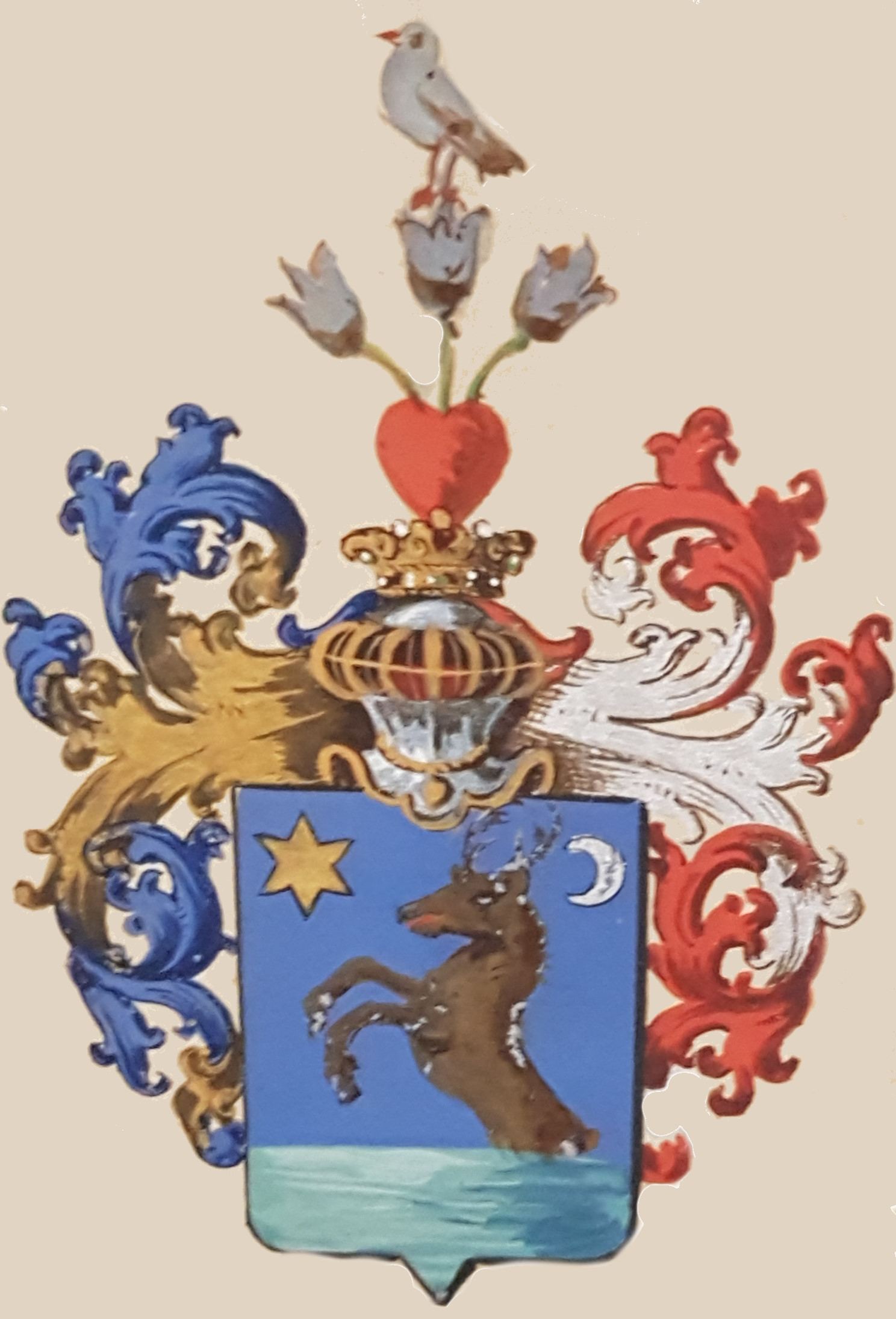
A nagycsépcsényi és muthnai Vladár család címere

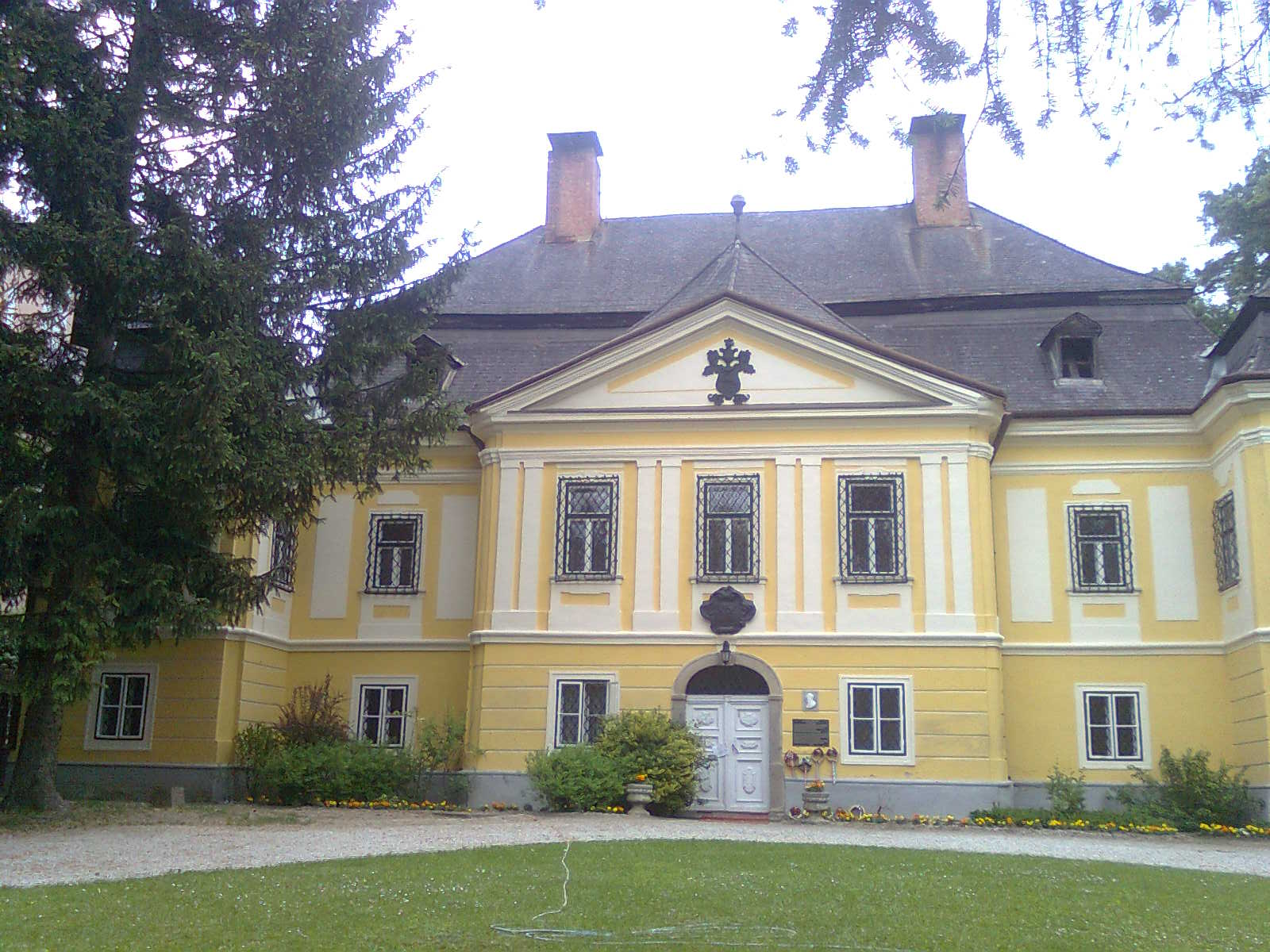
A bánfalvi (ma: bánhorváti) Platthy-Vladár kastély homlokzata

Vladár Ervin 1920-as évektől a bukaresti követség tisztviselője, később a Külügyminisztérium gazdaságpolitikai osztályának munkatársa. 1930. januárjában muthnai és nagycsepcsényi Vladár Ervin dr. követségi titkár a lengyel "Polonia Restituta rend" középkeresztjét szerezte adományban. Vladár Ervin követségi attachénak a II. osztályú követségi titkári címet 1926. június 27-én adományozták. Vladár Ervin Imre miniszteri segédfogalmazó követségi attachévá 1927. november 25-én nevezték ki. 1928. oktoberében Vladár Ervin Imre követségi attaché a központból a berlini in. kir. követséghez lett áthelyezve. 1929. novemberében Vladár Ervin II. osztályú követségi titkárt a központból a párizsi m. kir. követséghez helyezték át. Vladár Ervin Imre II. osztályú követségi titkári címmel felruházott követségi attaché II. osztályú követségi titkárrá 1932. január 30-án. Vladár Ervin I. osztályú követségi titkári címmel és jelleggel felruházott II. osztályú követségi titkár I. osztályú követségi titkárrá 1935. június 30-án.
1936. januárjában a Kormányzó a külügyminiszter előterjesztésére Vladár Ervin dr. I. osztályú követségi titkárnak a II. osztályú követségi tanácsosi címet adományozta. 1939. márciusában a kormányzó dr. Vladár Ervin Imre I. osztályú követségi titkári címmel és jelleggel felruházott II. osztályú követségi titkárnak a külügyi szolgálatban szerzett érdemei elismeréséül a Magyar Érdemrend lovagkeresztjét adományozta meg. 1939. november 1-jén a Kormányzó a külügyminiszter előterjesztésére Vladár Ervin dr. II. osztályú követségi tanácsosi címmel és jelleggel felruházott I. osztályú-követségi titkárt a genfi magyar királyi főkonzulátus vezetésével megbízta.
1941-től 1943. november 23-ig mint külügyminisztériumi különleges első beosztott tisztviselője  bukaresti magyar követségi tanácsosként tevékenykedett. 1941. május 7-én Bukaresten kelt Vladár Ervin bukaresti magyar követségi tanácsos jelentése a Magyar Külügyminisztériumnak Antonescu államvezető és miniszterelnök három újabb törvényéről, melyek célja az államosítás és románizálás gyorsítása, valamint a zsidóság vagyonának kisajátítása. Ezen részletesen leírja az akkoriban igen súlyos veszély, amely a magyarság és a zsidóság ki volt téve Antonescu rendszere alatt. Vladár Ervin I. osztályú követségi tanácsosi címmel és jelleggel felruházott II. osztályú követségi tanácsos a genfi m. kir. főkonzulátus vezetésével 1943. november 24-én bízta meg a Kormányzó.
Az 1945-ös Nagy Imre-féle földreform alatt az 1816 kataszteri holdas bánfalvi uradalmát elvették tőle, illetve majd a budapesti IX. kerületi Ferenc körút 25-es számú bérházát is. Kimenekült családjával Dél-Amerikába és végül Venezuelában telepedett le. Vladár Ervin Caracasban fontos társadalmi és kulturális szerepet vállalt. A Caracasi Magyar Történelmi Társaság 1970-ben jött létre, amelynek az alapítóelnöke Vladár Ervin lett; ezt a tisztséget 1970 és 1974 között töltötte be. Vladár Ervin a Magyarok Világszövetsége venezuelai tagozatának elnökeként is tevékenykedett.

## Házassága és leszármazottjai
1924. július 17-én Bánfalván polgári házasságot kötött a magyar főnemesi széki gróf Teleki családból való széki gróf Teleki Gabriella (Koltó, 1904. szeptember 21.–Caracas, 1982. március 29.) kisasszonnyal. 1924. augusztus 5-én Koltón az egyházi esküvőt tartották meg a Teleki grófok településén. A menyasszonynak a szülei széki gróf Teleki János (1868–1937) Szatmár vármegyei bizottsági tag, a Petőfi Társaság tagja, a Teleki-Társaság tagja, a Magyarországi Kárpát-egyesület tagja, járási mezőgazdasági bizottság tag, koltói nagybirtokos, valamint az alsócsernátoni Damokos családból való alsócsernátoni Damokos Gabriella (1873–1938) voltak. Az apai nagyszülei széki gróf Teleki Sándor (1821–1892) 1848-49-es magyar katonatiszt, honvédezredes, olasz tábornok, főrendiházi tag és a Petőfi Társaság tagja, nagybirtokos, Petőfi Sándor "vad grófja", valamint a francia nemesi származású Mathilde Litez de Tiverval (1836–1910) voltak. Az anyai nagyszülei alsócsernátoni Damokos László (1838–1905) jogász, országgyűlési képviselő, királyi táblai-bíró, és domahidai Domahidy Irén (1851–1915) asszony voltak. Vladár Ervinné gróf Teleki Gabriella egyik fivére: vitéz gróf Teleki János (1893–1946), országgyűlési képviselő volt; egyik nővére gróf Teleki Margit (1902–1962), akinek a férje losonczi báró Bánffy Dezső (1900–1939) földbirtokos, az erdélyi magyar kisebbségi mozgalom egyik irányítója volt. Vladár Ervin és gróf Teleki Gabriella frigyéből született:
- Dr. Vladár Pál Ervin (Budapest, 1925. augusztus 12.–Caracas, 2013. december 24.), a venezuelai Magyar Ház elnöke 1967 és 1969, valamint 1971 és 1974 között, majd 1976-ban is, a venezuelai Magyar Történelmi Társaság Elnöke, a venezuelai református egyház gondnoka.[31][32][33] Neje: Martinez Delgado Julieta.[34]
- Vladár István (Budapest, 1928. július 4.–).[35] Neje: bizáki Puky Mária.